# Eva Maria Pracht
Eva Maria „Evi“ Pracht (* 29. Juni 1937 in Würzburg, Deutsches Reich als Eva Maria Neckermann; † 15. Februar 2021 in Kanada) war eine deutsch-kanadische Dressurreiterin.

## Werdegang
Zwischen 1967 und 1981 war Eva Maria Pracht bei den Deutschen Dressurmeisterschaften sehr erfolgreich. Insgesamt gewann die Würzburgerin dort sechs Medaillen.
1984 startete sie bei ihren ersten Olympischen Spielen für Kanada. Vier Jahre später startete sie mit Emirage bei den Olympischen Spielen in Seoul, wo sie mit der Mannschaft die Bronzemedaille gewann.
Zudem gewann Pracht bei den Panamerikanischen Spielen 1987 in Indianapolis die Goldmedaille mit der Mannschaft.

## Privates
Eva Maria Pracht ist die Tochter von Josef Neckermann. Sie heiratete Hans Pracht und zog 1981 mit ihm nach Kanada. Sie lebte in Cedar Valley in der kanadischen Provinz Ontario. Ihre Tochter Martina Pracht wurde ebenfalls Olympiateilnehmerin im Dressurreiten.
Im Februar 2021 starb Pracht im Alter von 83 Jahren.

## Pferde (Auszug)
- Emirage, Schwedisches Warmblut, Wallach
- Little Joe